# Colón (miasto w Panamie)
Colón – miasto w Panamie, nad Morzem Karaibskim, u północnego wejścia do Kanału Panamskiego, ośrodek administracyjny prowincji Colón. Ludność: 70,7 tys. mieszkańców (2000) – stanowi piąte pod względem wielkości miasto kraju.

## Historia
Założone w 1850 jako początkowa stacja linii kolejowej przez Przesmyk Panamski. Do 1890 nosił nazwę Aspinwall. Podupadło po 1869 w związku z oddaniem do użytku transkontynentalnej linii kolejowej w USA. Po 1904 ponowny rozwój dzięki budowie i oddaniu do użytku Kanału Panamskiego. Miasto o dużym znaczeniu gospodarczym. Ośrodek handlowy (jedna z największych w świecie stref wolnocłowych). Przemysł chemiczny oraz rafineryjny.

## Kultura
Akcja noweli „Latarnik” Henryka Sienkiewicza rozgrywa się w latarni morskiej w Aspinwall.